# NGC 2712
NGC 2712 је спирална галаксија у сазвежђу Рис која се налази на NGC листи објеката дубоког неба.
Деклинација објекта је + 44° 54' 50" а ректасцензија 8h 59m 30,6s. Привидна величина (магнитуда) објекта NGC 2712 износи 11,9 а фотографска магнитуда 12,7. Налази се на удаљености од 28,6000 милиона парсека од Сунца. NGC 2712 је још познат и под ознакама UGC 4708, MCG 8-17-3, CGCG 238-1, IRAS 08561+4506, KARA 292, KUG 0856+451, PGC 25248.